# Muldbjergskolen
Muldbjergskolen er en af 4 offentlige skoler i Hjørring by. Skolen blev bygget i 1972 og blev genindviet efter en større ombygning i 2006. Der går 554 elever på skolen heraf 309 drenge og 245 piger. 

## Historie
Muldbjergskolen blev påbegyndt i 1972 for at aflaste den daværende Østre Skole (senere Hjørring Private Realskole) og fungerede som øvelsesskole for Hjørring Seminarium. Skolen blev oprindeligt bygget som en ”åbenplan-skole”, det vil sige som en skole uden klasselokaler og uden en egentlig skolegård. Den indvendige åbenplan-indretning blev ret hurtigt (i løbet af 1980'erne) forladt og erstattet af en traditionel lokaleindretning. Skolen råder over to gymnastiksale, der blev taget i brug i 1986, som hver har et gulvareal på omkring 300 m2, svarerde til 3 badmintonbaner. Denne størrelse, der ligger midt mellem en almindelig gymnastiksal og en sportshal, gør dem til haller, der kan anvendes til næsten alle former for fysisk aktivitet.
Skolen et løbende blevet renoveret blandt andet for at fjerne sundhedsskadelige materialer. I april 2006 blev skolen genindviet efter en større renovering, hvor alle lokaler blev sat i stand. I 2009 blev OK-afdelingens nye tilbygning taget i brug.

## Struktur
Skolen består af to afsnit: normalklasser og specialklasser. I normalklasserne undervises der som i en normal folkeskole, mens undervisningen i specialklasserne er tilpasset elever med generelle indlæringsvanskeligheder. Specialklasserne er inddelte i 3 faser: en indskolingsfase omfattende 0.-3. klasse, et mellemtrin omfattende 4-6. klasse og en udskolingsfase omfattende 7.-9. klasse. Hver fase har sit eget område på skolen, men der er tillige en del fællesarealer. Skolens SFO-afdeling kaldes "Muldvarpen".

## Indretning
Skolen har særlige faglokaler til undervisning i til fysik/kemi, hjemkundskab, billedkunst, håndarbejde og musik/drama. Skolen har ligeledes et pædagogisk udviklingscenter, der er indrettet med hyggekrog, video- og billedredigeringsrum og andre faciliteter. 
Skolen har en kantine.

### Møbler
Skolen anvender nye, moderne elevmøbler, hvor hvert elevsæt individuelt kan indstilles til den enkelte elev, for at undgå ”uheldige” siddestillinger.

### Kunst og udsmykning
Skolen er vel forsynet med kunst og anden udsmykning, især på gangarealer og i nicher. Det forhold, at hærværk og anden misrøgt er stort set ukendt, har gjort, at der gennem tiden er blevet indkøbt en del kunst af anerkendte kunstnere. En hel del af skolens udsmykning er lavet af skolens lærere og elever i samarbejde med anerkendte kunstnere for at fremme elevers og de ansattes arbejdsmiljø og skabe trivsel og velvære for alle brugere. Alle kunstværkerne er udstillet/ophængt permanent på skolen, og flere af værkerne er frit stillet på gulvarealer.

### Udearealer
Skolens udearealer består af åbne skolegårde forsynede med blomster- og buskbede, frugt-, pryd- og klatretræer, desuden boldbaner, legepladser og kælkebakke således, at der er rig mulighed for fysisk udfoldelse, desuden af arealer med små hyggekroge forsynede med bord-/bænkmiljøer for de mere rolige elever.